# Афоа, Джон
Иоане Фиту «Джон» Афоа (англ. Ioane Fitu "John" Afoa, родился 16 сентября 1983 в Окленде) — новозеландский регбист, проп клуба «Крусейдерс».

## Карьера

### Клубная
Регби занялся в колледже Сэйнт-Кентигерн, выступая в одной команде с будущими звёздами регби Джо Рокококо и Джеромом Каино. С 2002 по 2011 годы выступал за команду провинции Окленд в первенстве провинций Новой Зеландии. С 2004 по 2011 годы защищал цвета клуба «Блюз», дебютировав в матче против «Брамбиз». Сыграл всего 101 матч за клуб. В 2011 году перебрался в Про12, заключив контракт с «Ольстером» на два с половиной года.

### В сборной
Джон дебютировал в сборной Новой Зеландии до 16 лет в 1999 году. Выступал за различные школьные сборные, представлявшие Новую Зеландию на международных турнирах. Выступал за сборную до 19 лет в 2002 и 2003 годах, с ней в 2003 году выиграл чемпионат мира и попал в символическую сборную. В основной сборной выступал с 2005 по 2011 годы, став 1062-м регбистом в истории сборной. Дебютировал в ноябре 2005 года на Лэнсдаун Роуд против сборной Ирландии, первые очки набрал в 2010 году в матче против Уэльса, оформив попытку после 30-метрового рывка. В 2011 году стал чемпионом мира.